# هجوم دير الزور الصاروخي 2017

الميادين ، سوريا

في 18 يونيو 2017 أطلقت القوة الجوفضائية لحرس الثورة الإسلامية الإيرانية ستة صواريخ أرض-أرض متوسطة المدى من قواعد محلية تستهدف قوات داعش في منطقة دير الزور السورية ردا على الهجمات التي وقعت في طهران في وقت سابق من ذلك العام.

## خلفية
خلال هجمات طهران عام 2017 على مجلس الشوری الإسلامي وضريح روح الله الخميني توفي 18 شخصا (باستثناء المهاجمين). وقد أعلنت داعش مسؤوليتها عن الهجومين. وتعهدت قوات حرس الثورة الإسلامية في وقت لاحق بالانتقام من الهجمات. أعلن موقع مكتب حفظ ونشر آثار المرشد الأعلى للجمهورية الإسلامية الإيرانية علي خامنئي أن إيران «صامدة بكل قوة واقتدار، وليعلم سواء العدو أو الصديق المخلص أو المحب الذي قد يهتزّ قلبه، بأن العدوّ لا يستطيع أن يصفعنا بل نحن من نصفعه». وقبل ساعات من الهجوم الصاروخي، تم نشر قوات الرد السريع التابعة للجيش الإيراني في المناطق الحدودية الغربية للبلاد.

## هجوم صاروخي
أطلقت الصواريخ في 18 يونيو 2017 تحت عنوان عمليات «ليلة القدر» الصاروخية، من قواعد القوة الجوفضائية في مقاطعتي كرمانشاه وكردستان الإيرانية على مواقع داعش الرئيسية في منطقة دير الزور في سوريا. وفقا لتصريحات قائد القوة الجوفضائية للحرس الثوري العميد أمير علي حاجي زاده، "أطلقت الصواريخ من إيران وعبرت أجواء العراق (بعد التنسيق مع غرفة العمليات الرباعية) وسقطت في سوريا وتم إرسال لقطات مباشرة عنها إلينا في إيران بواسطة طائرات بدون طيار انطلقت من ضواحي دمشق وحلقت في سماء دير الزور وجميع الصواريخ أصابت الأهداف المحددة بدقة. وأكد أن الضربات استهدفت مراكز القيادة والتجمعات والمواقع اللوجستية ومصانع السيارات المفخخة الانتحارية". وأصبح هذا أول استخدام عملي لإيران للصواريخ متوسطة المدى منذ الحرب الإيرانية العراقية. كانت الصواريخ من نوع «قيام» و«ذوالفقار» (ترقية فاتح -110 مع المدى الأطول والرؤوس الحربية ذات الذخيرة العنقودية)، مع نطاق من 750 كيلومترا (470 ميل). وطبقا لما ذكرته صحيفة «جينيس ديفنز ويكلي»، فإن الصواريخ طارت من 650 إلى 700 كم عبر الأراضي العراقية. وعرض التلفزيون الإيراني لقطات من الصواريخ التي اطلقت في سماء الليل.

## تنسيقات
وفي اليوم الأربعاء 21 يونيو كشفت العلاقات العامة لقوات حرس الثورة الإسلامية في بيانها رقم 2، تفاصيل جديدة عن العمليات. وأشار البيان إلى أن عملية «ليلة القدر» الصاروخية جائت بتنسيق هيئة الأركان العامة للقوات المسلحة الإيرانية وبأوامر القائد العام للقوات المسلحة قائد الثورة الإسلامية، مبينا أن كافة مراحل الاستطلاع وجمع المعلومات بشان أوضاع مقرات ومواقع ما وصفهم بالإرهابيين التكفيريين في منطقة دير الزور تمت فقط من قبل الكوادر الميدانية لقوات فيلق القدس التابعة لحرس الثورة الإسلامية وذلك من خلال عملية دقيقة ومطمئنة بحيث تم وضعها تحت تصرف قوات «جو فضاء» التابعة لحرس الثورة الإسلامية.

## عدد قتلی ومصابين
و لفت البيان إلى أن قوات جو فضاء التابعة لحرس الثورة الإسلامية التي تتمتع بتفوق معلوماتي قامت بتخطيط عملية «ليلة القدر» الصاروخية وتنفيذها من خلال إطلاق 6 صواريخ متوسطة المدى صوب أهداف محددة في دير الزور السورية، معلنا أن العملية الناجحة أسفرت عن مقتل أكثر من 170 ما وصفهم بإرهابي تكفيري من بينهم عدد من القادة والعناصر المؤثرة وإصابة العديد من الإرهابيين بجروح وتكبيدهم خسائر فادحة في المعدات والانظمة.

## لقطات فيديو من الإصابة
في اليوم التالي للضربات، أصدر الحرس الثوري الإيراني لقطات تصور لحظات نجاح الصواريخ في تحقيق أهدافها. وأرسلت أشرطة الفيديو بواسطة طائرات بدون طيار حلّقتها الحرس الثوري الإيراني من ضواحي دمشق على دير الزور. وقال الناطق باسم الحرس الثوري الإيراني العميد رمضان شريف "لحسن الحظ، فإن جميع التقارير الواردة وصور الطائرات بدون طيار التي كانت ترصد العملية تشير إلى أن الصواريخ الإيرانية القوية متوسطة المدى الستة قد أصابت الأهداف بدقة، الأسس الرئيسية للإرهابيين (کما وصفهم) في المنطقة العامة من دير الزور داخل سوريا". وقال أمير علي حاجي زاده، قائد قوة الفضاء في الحرس الثوري الإيراني، إن مقاطع الفيديو أظهرت لهم أن" الصواريخ قد ضربت أهدافها بدقة.

## تصريحات رسمية
أكد الرئيس الإيراني «حسن روحاني» مساء الثلاثاء 20 يونيو عند لقائه بجمع من العلماء ورجال الدين، أن «الخطوة التي قام بها حرس الثورة كانت صحيحة بالكامل، وضرورية وفي محلها»، قائلاً: «إن سياسة الجمهورية الإسلامية حيال المنطقة والقضايا الدولية لم تتغير، ولكن إذا ما أرادت مجموعة أن ترسل عناصرها، لاستعراض عضلاتها بوقاحة أمام أعداءنا في المنطقة، وخصومنا في العالم، والمساس بعظمة الجمهورية الإسلامية الإيرانية فإن ردنا على هؤلاء سيكون حاسماً.»
وحذر الحرس الثوري الإيراني في بيان علني يتعلق بالضربات، نشره مكتب العلاقات العامة، أن الضربات الصاروخية كانت مجرد تحذير لردع أي عمل آخر من قبل ما وصفهم بالإرهابيين، وقد قرأ على وجه التحديد أن «الحرس الثوري الإيراني يحذر الإرهابيين التكفيريين وأنصارهم الإقليميين وعبر-الأقليميين من أنهم سيغرقون بغضبها الثوري ولهب النيران من انتقامها إذا ما كرروا أي خطوة شيطانية وقذرة في المستقبل». وأشارت بعض المصادر الإيرانية أن الحرس الثوري الإيراني اختار دير الزور بالنظر إلى أن المدينة بدأت في العمل كمركز أساسي للتجمع والقيادة واللوجستيات لمقاتلي تنظيم الدولة الإسلامية في العراق مؤخرا، وكان مسلحو داعش ينتقلون إلی محافظة دير الزور والمناطق المحيطة بها بعد الهزائم في حلب والموصل خلال الأشهر السابقة؛ ونظراً لتواجدهم هناك، فإن مقر قيادتهم وعملياتهم العسكرية وإسنادهم، أصبح يتخذ من محافظة دير الزور قاعدة له.
ونقل التلفزيون الإيراني عن الجنرال رمضان شريف قوله «إذا قام داعش بعمل محدد لانتهاك امننا، بالتأكيد سيكون هناك المزيد من الإطلاق، مع قوة مكثفة والسعوديون والأمريكيون هم على وجه الخصوص المتلقون لهذه الرسالة». وأضاف «من الواضح وبالتأکيد أن بعض الدول الرجعية في المنطقة، وخصوصا السعودية، أعلنت أنها تحاول جلب انعدام الأمن إلى إيران». ويمكن أن تصل نفس الصواريخ إلى العاصمة السعودية الرياض، إذا أطلقت من إيران.
في 19 يونيو، قال بهرام قاسمي، المتحدث باسم وزارة الخارجية الإيرانية، إن الهجوم الصاروخي يوم الأحد على أهداف التكفيريين في سوريا كان «صفعة صغيرة» في وجه ما وصفهم بالإرهابيين ورعاتهم. وقال أن «الانتقام كان مجرد تحذير للأشخاص الذين لا يزالون غير قادرين أو لم يتمكنوا من فهم حقائق المنطقة وحدودهم بشكل سليم»، مضيفا«إن إيران لن تتساهل مع أي إجراء يمس بأمنها القومي ويعرض مواطنيها للخطر». كما نصح المؤيدين الإقليميين من الجماعات ما وصفها بالإرهابية التكفيرية بالتخلي عن ثأرهم ضد المسلمين في المنطقة والجمهورية الإسلامية والعودة إلى طريق العقلانية والأخوة والتضامن الإسلامي و«تعزيز الجبهة المتحدة ضد الصهيونية.»

وقال علي أكبر ولايتي، وهو مستشار كبير لقائد الثورة الإسلامية، أن «البلد الأكثر استقلالية في العالم سترد بشكل قوي لما وصفهم بالإرهابيين والأعداء أينما كانوا».

## رد فعل
وقال وزير الإعلام السوري محمد رامز ترجمان إن ضربات الحرس الثوري الإيراني تحمل أكثر من رسالة، الرسالة الأولى التي تقول بأن سوريا ومحور المقاومة في إيران والعراق مصممون على اجتثاث الإرهاب والقضاء عليه بكل عناوينه سواء في العراق أو سوريا وضرب هذا الإرهاب بكل الوسائل الممكنة والمتاحة للقضاء عليه. والرسالة الثانية أيضاً وراء استخدام هذا النوع من الصواريخ وبهذه الطريقة، هي رسالة إلى داعمي وممولي هذا الإرهاب وممولي داعش وعلى رأسهم الولايات المتحدة الأمريكية التي تدّعي بأنها تحارب الإرهاب وداعش من جهة بينما من جهة أخرى هي الداعم الرئيسي والأساسي لتنظيم داعش".
وقال رئيس الوزراء الاسرائيلي بنيامين نتانياهو «لدي رسالة واحدة لايران: لا تهدد إسرائيل». مضيفا «إننا نراقب أعمالهم وكلماتهم». وردّ وزير الدفاع الإسرائيلى أفيجدور ليبرمان على الضربات الصاروخية قائلا «إن إسرائيل ليست قلقة. إن إسرائيل مستعدة لكل تنمية. ونحن مستعدون، ليس لدينا مخاوف أو مخاوف».
وقال رئيس أركان الجيش الإسرائيلي غادي أيزنكوت الهجوم الصاروخي لإيران علی مواقع داعش، أرسل رسالة إلى العالم حول استعداد البلاد لاستخدام صواريخها الباليستية.

## طالع ايضاً
- برنامج الصواريخ الإيرانية
- آرش (قناصة)
- براق (ناقلة جنود)
- تندر (حوامة)
- دهلاوية (صاروخ)
- سرير 1